# Associazione Calcio Treviso 1987-1988
Questa voce raccoglie le informazioni riguardanti l'Associazione Calcio Treviso nelle competizioni ufficiali della stagione 1987-1988.

## Stagione
Il mezzo fallimento della stagione precedente ha lasciato il segno, e il 25 agosto 1987, dopo un calciomercato tutto sommato all'altezza (ceduto Marcato al Piacenza, Ramponi e Mantovani alla Centese, Zanatta all'Opitergina e Piovanelli al Poggibonsi, mentre al loro posto vengono ingaggiati il portiere Bacchin, i difensori Ibba e Serra dal Carbonia, Stacul dall'Udinese, i centrocampisti Biancuzzi dal Montebelluna e De Biasi dal Lanerossi Vicenza) Zanetti regala la società al diesse Zambianchi, garantendo una sponsorizzazione per la stagione in corso.
La situazione però è critica: Zambianchi chiede aiuti agli imprenditori, ma senza risultati concreti, e il 28 gennaio 1988, viene inoltrata istanza di fallimento; viene attivato un azionariato popolare, ma è insufficiente; ma quando tutto sembra perduto ecco che entra in scena Dino De Poli (presidente della Cassamarca), che salva club e titolo sportivo.
La presidenza passa da Zambianchi a Edy Sartori; in tutto questo marasma la squadra (guidata dal mister Elvio Salvori), che nel frattempo si era rivolta all'Associazione Italiana Calciatori per salvaguardare i propri diritti, si salva con due giornate d'anticipo, ma soprattutto si toglie una grande soddisfazione, andando a espugnare lo Stadio Francesco Baracca di Mestre, vincendo il derby col Venezia-Mestre, squadrone allestito da Zamparini (che a fine anno sarà promosso in Serie C1), per 1-0, con rete di Buffone, che a fine anno sarà di nuovo capocannoniere con 9 gol.

## Risultati

### Campionato

#### Girone di andata
| 20 settembre 1987 1ª giornata | Treviso | 0 – 1 | Chievo |  |

| 27 settembre 1987 2ª giornata | Legnano | 2 – 2 | Treviso |  |

| 4 ottobre 1987 3ª giornata | Treviso | 2 – 1 | Varese |  |

| 11 ottobre 1987 4ª giornata | Giorgione | 2 – 0 | Treviso |  |

| 18 ottobre 1987 5ª giornata | Treviso | 0 – 1 | Sassuolo |  |

| 25 ottobre 1987 6ª giornata | Suzzara | 0 – 1 | Treviso |  |

| 1º novembre 1987 7ª giornata | Pro Sesto | 2 – 3 | Treviso |  |

| 8 novembre 1987 8ª giornata | Treviso | 3 – 2 | Pro Patria |  |

| 15 novembre 1987 9ª giornata | Novara | 2 – 0 | Treviso |  |

| 22 novembre 1987 10ª giornata | Treviso | 1 – 1 | Mantova |  |

| 29 novembre 1987 11ª giornata | Casale | 3 – 2 | Treviso |  |

| 6 dicembre 1987 12ª giornata | Treviso | 0 – 3 | Venezia-Mestre |  |

| 13 dicembre 1987 13ª giornata | Pergocrema | 2 – 3 | Treviso |  |

| 20 dicembre 1987 14ª giornata | Treviso | 1 – 0 | Pordenone |  |

| 3 gennaio 1988 15ª giornata | Telgate | 1 – 0 | Treviso |  |

| 10 dicembre 1987 16ª giornata | Treviso | 1 – 0 | Vogherese |  |

| 17 gennaio 1988 17ª giornata | Alessandria | 1 – 0 | Treviso |  |

#### Girone di ritorno
| 24 gennaio 1988 18ª giornata | Chievo | 1 – 1 | Treviso |  |

| 31 gennaio 1988 19ª giornata | Treviso | 3 – 1 | Legnano |  |

| 7 febbraio 1988 20ª giornata | Varese | 1 – 0 | Treviso |  |

| 21 febbraio 1988 21ª giornata | Treviso | 0 – 4 | Giorgione |  |

| 28 febbraio 1988 22ª giornata | Sassuolo | 3 – 0 | Treviso |  |

| 6 marzo 1988 23ª giornata | Treviso | 1 – 0 | Suzzara |  |

| 13 marzo 1988 24ª giornata | Treviso | 1 – 1 | Pro Sesto |  |

| 20 marzo 1988 25ª giornata | Pro Patria | 0 – 3 | Treviso |  |

| 2 aprile 1988 26ª giornata | Treviso | 0 – 0 | Novara |  |

| 10 aprile 1988 27ª giornata | Mantova | 1 – 0 | Treviso |  |

| 17 aprile 1988 28ª giornata | Treviso | 2 – 2 | Casale |  |

| 24 aprile 1988 29ª giornata | Venezia-Mestre | 0 – 1 | Treviso |  |

| 8 maggio 1988 30ª giornata | Treviso | 0 – 3 | Pergocrema |  |

| 15 maggio 1988 31ª giornata | Pordenone | 0 – 0 | Treviso |  |

| 22 maggio 1988 32ª giornata | Treviso | 0 – 1 | Telgate |  |

| 29 maggio 1988 33ª giornata | Vogherese | 1 – 1 | Treviso |  |

| 5 giugno 1988 34ª giornata | Treviso | 1 – 2 | Alessandria |  |

## Statistiche

### Statistiche di squadra
| Competizione         | Punti | In casa | In casa | In casa | In casa | In casa | In casa | In trasferta | In trasferta | In trasferta | In trasferta | In trasferta | In trasferta | Totale | Totale | Totale | Totale | Totale | Totale | DR  |
| Competizione         | Punti | G       | V       | N       | P       | Gf      | Gs      | G            | V            | N            | P            | Gf           | Gs           | G      | V      | N      | P      | Gf     | Gs     | DR  |
| -------------------- | ----- | ------- | ------- | ------- | ------- | ------- | ------- | ------------ | ------------ | ------------ | ------------ | ------------ | ------------ | ------ | ------ | ------ | ------ | ------ | ------ | --- |
| Serie C2             | 30    | ?       | ?       | ?       | ?       | ?       | ?       | ?            | ?            | ?            | ?            | ?            | ?            | 34     | 11     | 8      | 15     | 33     | 45     | -12 |
| Coppa Italia Serie C |       | ?       | ?       | ?       | ?       | ?       | ?       | ?            | ?            | ?            | ?            | ?            | ?            | ?      | ?      | ?      | ?      | ?      | ?      |     |
| Totale               |       | ?       | ?       | ?       | ?       | ?       | ?       | ?            | ?            | ?            | ?            | ?            | ?            | ?      | ?      | ?      | ?      | ?      | ?      |     |